# Sinclair Lewis
Harry Sinclair Lewis (n. 7 februarie , 1885, în Sauk Centre, Minnesota – d. 10 ianuarie, 1951, Roma, Italia) a fost prozator american. A fost primul american care a luat Premiul Nobel pentru Literatură în anul 1930.
Opera sa, cronică satirică a vieții provinciale americane, se înscrie, prin precizia și obiectivitatea cvasidocumentară a descrierii mediilor și măiestria portretizării, reductibile la tipul individului mediocru, apăsat de grotescul și banalitatea vieții cotidiene, în descendența realismului dickensian.

## Motivația Juriului Nobel
"Pentru forța și plasticitatea artei lui descriptive, precum și pentru darul de a crea cu ascuțime și umor personaje reprezentând tipologii noi."

## Viața

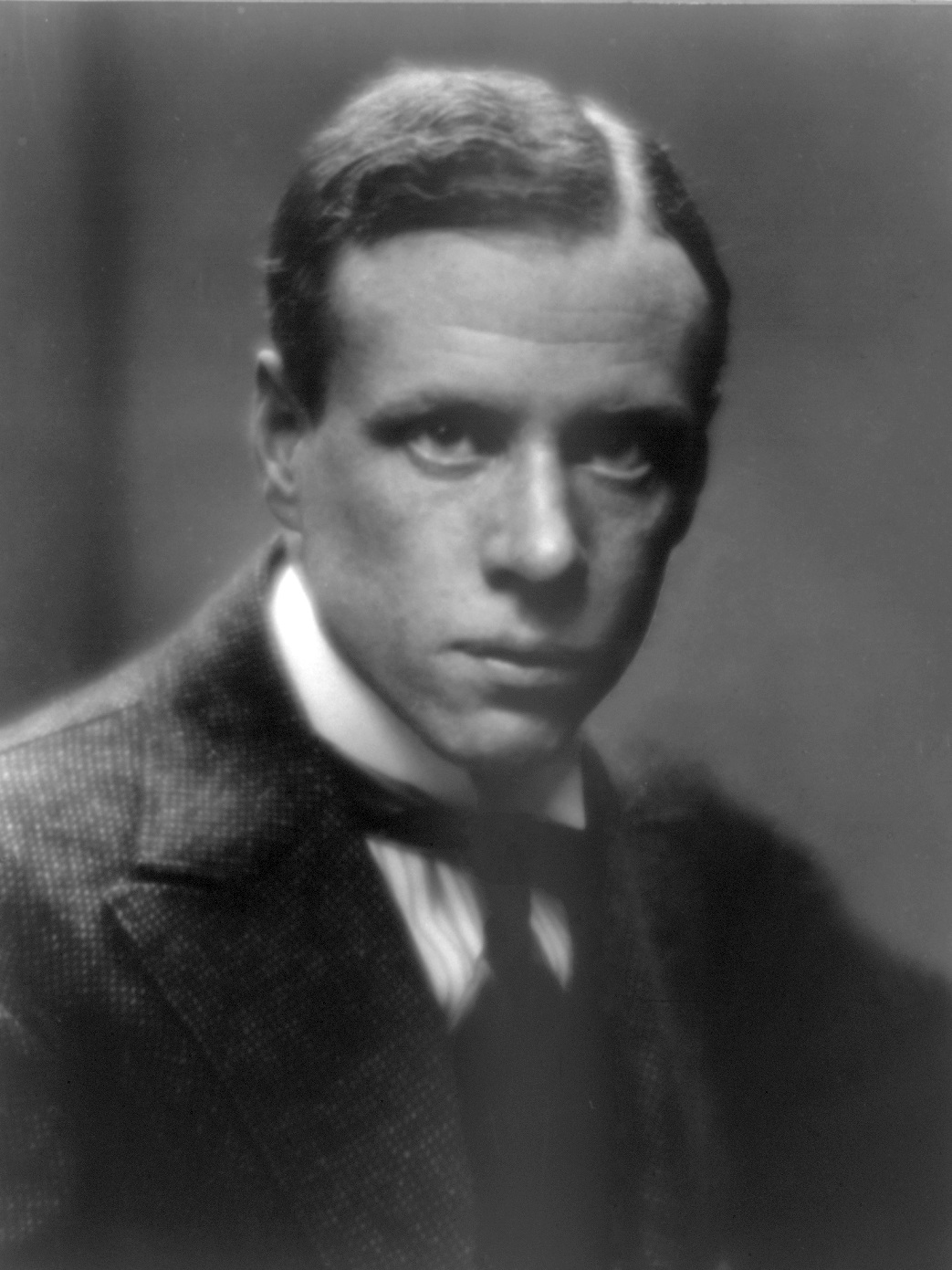
Sinclair Lewis în 1914

S-a născut și a trăit până la vârsta studenției la Sauk Centre, în statul Mineisota, un orășel situat în hinterlandul Statelor Unite. Gustul precoce pentru lectură l-a ținut departe de jocurile celor de o seamă cu el, iar datorită pornirii lui critice și ideilor neconformiste de care s-a pătruns, a ajuns să nutrească de timpuriu o aversiune împotriva constrângerilor impuse de atmosfera stătută a urbei natale și de mediul intelectual de provincie căruia îi aparține familia sa (tatăl și bunicii lui erau medici).
Trimis la Universitatea Yale (1903), conduce un timp revista acestei prestigioase instituții și colaborează la ziarele locale. În vacanțe, setos să cunoască lumea și să trăiască noi experiențe, vizitează Marea Britanie și Republica Panama și se alătură pentru câteva luni coloniei socialiste întemeiată de Upton Sinclair.
După absolvire se stabilește la New York unde caută să-și câștige existența, oferind ziarelor articole și reportaje, apoi lucrează ca redactor la diferite edituri și, în timpul liber, își încearcă condeiul scriind mai multe nuvele și un prim roman (1914). Acesta, ca și alte trei romane, care i se publică succesiv în anii următori (1915-1919) trec neobservate.
În anul 1920, dă la iveală romanul Main Street, în care atenția lui se concentrează asupra câtorva dintre lucrurile ce-i displac în America - conformismul opac și spoiala de cultură caracteristică așezărilor provinciale - roman care marchează startul lui spre notorietate. Întâmpinată cu elogii, cartea obține un succes de librărie enorm pentru acea vreme :400000 de exemplare vândute în primii trei ani după apariție.
Principalele romane ulterioare, în care Sinclair Lewis își deplasează scalpelul critic către alte aspecte criticabile ale societății americane, îi consolidează considerabil faima. Cel dintâi dintre acestea, Babbitt (1922) - care portretizează dintr-un punct de vedere original, cu mare vervă satirică și cu incisiv spirit de observație, un personaj tipic al orașelor americane, pe businessman-ul mercantil, conservator, mulțumit de sine - avea să transforme numele personajului său în noțiune și avea să determine tiraje uriașe în patrie și o cascadă de traduceri ce i-au conferit o glorie fără precedent în Europa.
În Arrowsmith (1925) al doilea roman din această serie - care urmărea să constituie o adevărată comedie umană a Americii - Sinclair Lewis își îndreaptă privirile asupra racilelor ce depărtau medicina și cercetarea științifică de la menirea lor altruistă, realizând cea mai izbutită dintre creațiile sale. Doctorul Martin Arrowsmith, personajul principal al romanului, se confruntă cu o dilemă: poate medicul să refuze să aplice un tratament experimental unui pacient, fiind convins că fără acesta pacientul va muri? Sau ar putea să aplice o procedură riscantă, dar care i-ar putea salva viața? Pentru acest roman i se oferă  premiul Pulitzer pentru literatură, dar Sinclair Lewis refuză să-l accepte, învinuind forul care-i acordă că ar duce în general o politică de înăbușire a literaturii autentice.

## Opera
| - 1912: Hike and the Aeroplane (sub pseudonimul Tom Graham) - 1914: Our Mr.Wrenn (Domnul Wrenn al nostru) - 1914: The Trail of the Hawk (Urma șoimului) - 1917: The Job (Slujba) - 1917: The Innocents (Inocenții) - 1919: Free Air (Aer liber) - 1920: Main Street (Strada Mare) - 1922: Babbitt - 1925: Arrowsmith - 1926: Mantrap - 1927: Elmer Gantry - 1928: The Man Who Knew Coolidge (Omul care l-a cunoscut pe Coolidge) | - 1929: Dodsworth - 1933: Ann Vickers - 1934: Work of Art (Capodopera) - 1935: It Can't Happen Here (Asta nu se poate întâmpla aici) - 1935: Selected Short Stories (Nuvele alese) - 1938: The Prodigal Parents (Părinții risipitori) - 1940: Bethel Merriday - 1943: Gideon Planish - 1945: Cass Timberlane - 1947: Kingsblood Royal (Kingsblood, urmașul regilor) - 1949: The God Seeker (Căutătorul lui Dumnezeu) - 1951: World So Wide (Lumea e atât de mare) - operă postumă |

## Alte scrieri
- From Main Street to Stockholm (De la Strada Mare la Stockholm), 1952, cuprinde corespondența scriitorului.
- Sinclair Lewis, The man from Main Street. Selected Essays and other writings. 1940-50, New York 1953. (Omul din Strada Mare. Eseuri alese și alte scrieri. 1940-50)

## Traduceri
- Dodsworth, traducere de Jul. Giurgea, Editura Națională Ciornei S.A., 1938;
- Ann Vickers, traducere de Paul B. Marian, Editura Europolis, 1941;
- Kingsblood Royal, traducere de Eugen Schileru și I. Bujes, Editura Forum, cca. 1947;
- Kingsblood, urmașul regilor, traducere și prefață de Al. Dragomirescu, București, Editura pentru Literatură, 1961;
- Babbitt, traducere de Sofia Marian, prefață de Alexandru Sever, București, Editura pentru Literatură, 1965;
- Dr. Arrowsmith, trad. de Mihaela Mărculescu, București, Editura Lider, 2005